# Frøs og Kalvslund Herreder med Gram og Nybøl Godser
Kalvslund og Frøs Herreder med Gram og Nybøl Godser oprettedes ved patent af 3. juni 1853, som henlagde Gram Gods under Frøs og Kalvslund Herreder.

## Tingbog
Landsarkivet for Sønderjylland opbevarer 2 tingbøger for Kalvslund og Frøs Herreder med Gram og Nybøl Godser, fælles sammenskrevet (på dansk) for hele retskredsen:
- Thingprotocol for Frös og Kalslund Herreder med Gram og Nybøl Godser, bind IV. (1856-1866). [2]
- Thingprotocol for Frøs og Kalslund Herreder samt Gram og Nybøl Godser, bind V. (1866-1867). [3]

Den sidste tingbog afsluttedes 30. okt. 1867, på side 79 ud af knap 800 sider, da herredet nedlagdes.